# Europäisches Fahrplanzentrum
Das Europäische Fahrplanzentrum (EFZ) ist eine europaweite Koordinierungsstelle für Fahrplandaten von Bahnunternehmen.

## Beschreibung
Das Europäische Fahrplanzentrum nahm 2001 seinen Dienst auf. Die DB-Tochter Transport-, Informatik- und Logistik-Consulting GmbH (TLC, heute DB Systel) entschied die Ausschreibung für den Betrieb dieses Zentrums für sich. Es wurde zunächst von 80 verschiedenen Lieferanten mit Daten versorgt und hatte zu Beginn 5 Mitarbeiter. Neben TLC waren am Aufbau die Firmen Hacon, SLT und Gikom beteiligt. Zum 1. Januar 2002 ging TLC in DB Systel auf. Neben diesem Unternehmen ist auch die DB Vertrieb GmbH am Europäischen Fahrplanzentrum beteiligt.
Im Jahr 2009 wurden 1.800 einzelne Fahrpläne, 52.000 Halte und Datenlieferungen von 28 europäischen Bahnen verarbeitet. Zwei Jahre später, 2011 wurde das EFZ von 30 Bahnunternehmen und ca. 100 deutschen ÖPNV-Unternehmen mit Fahrplandaten versorgt.
In Deutschland bildet der RIS-Server (Reisenden-Informations-System-Server) die Schnittstelle zwischen dem Europäischen Fahrplanzentrum und den Auskunftssystemen der Verkehrsunternehmen. Für die Lieferung der Eingangsdaten aus Deutschland wurde die Fahrplanungssoftware entsprechend ausgelegt, um die Daten für das EFZ aufzubereiten.